# Алу Дијара
 Алу Дијара (фр. Alou Diarra; Вилпент, 15. јул 1981) је француски фудбалер који је играо за француску репрезентацију 2006. године.

## Каријера
Дијара је своју фудбалску каријеру започео у клубу ФК Кизо са којим остаје годину дана. Након успешне сезоне, пребачен у немачки клуб ФК Бајерн Минхен али због велике конкуренције није играо ниједан меч. Две године касније, Дијара прелази у ФК Вест Хем јунајтед где такође остаје као резервни играч.
26. августа 2006. потписује уговор са ФК Олимпик Лионом. Након успешне сезоне прелази у ФК Бордо за 7,75 милиона еура где знатно побољшава тактику.
4. априла 2011. године, потписује уговор са ФК Олимпик Марсељем али сезона јако лоше почиње.
1. септембра 2016. потписује уговор са клубом ФК Нанси на годину дана, где обележава свој први гол против ФК Париз Сен Жермена у дресу Нанси клуба.

## Репрезентација
За репрезентацију Француске је дебитовао 2006. године где је заједно са „плавима” стигао до финала.